# 鄭弼
鄭弼（1492年—1584年），字諧甫，福建莆田縣人，明朝政治人物。

## 生平
治《書經》，由國子生中式正德十四年（1519年）己卯科福建鄉試第三名舉人，嘉靖二年（1523年）癸未科會試第一百六十名，第二甲第二十九名進士。歴官工部郎中，出賑江南，榷税蕪湖。遷廣南府知府。年四十，以親老致仕。卒年九十三。

## 交遊
隆庆三年（1569年），鄭弼與同鄉致仕南京工部尚书康大和、南京刑部尚書林雲同、潮州知府陳敘、衡州知府林允宗、广东布政司参议雍澜、南京户部主事柯维骐、长芦盐运使林汝永，举逸老会，时称“莆田八老会”，又称“八仙会”。

## 家族
曾祖郑麒，巡检。祖父郑乾，训导。父郑恢。母葉氏。具庆下。行三，兄曾、珊、弟玙、俊、瑊、賓、瞻、香、秀、禧、黍、奎。